# 楊鎮浯
楊鎮浯（1972年6月26日—），中華民國政治人物，中國國民黨籍，金門縣金寧鄉湖下村人，現任臺北農產運銷公司董事長，曾任金門縣縣長、立法委員、金門縣政府觀光處處長及交通旅遊局局長。

## 經歷
在2016年立法委員選舉中，投身競選金門縣選舉區立委，最終擊敗吳成典及陳滄江等主要對手，成功當選第9屆立委。
在2018年縣市長選舉中，代表中國國民黨競選金門縣縣長，並於金城鎮及金寧鄉取得票數優勢，最終以801票之差險勝時任無黨籍縣長陳福海。不料2022年縣市長選舉卻以3,908票之差敗給回鍋參選的陳福海，也是繼李沃士之後第二位連任失利的國民黨籍縣長。隨後擔任國民黨智庫國家政策研究基金會的國家安全組召集人。
2023年6月26日，臺北農產運銷公司召開股東會改選23席董事，楊鎮浯以第一高票拿下董事會召集人，6月30日召開董事會後確定當選北農董事長。

## 選舉紀錄
| 年度 | 選舉屆數               | 選舉區       | 所屬政黨   | 得票數 | 得票率 | 當選標記 | 備註 |
| ---- | ---------------------- | ------------ | ---------- | ------ | ------ | -------- | ---- |
| 2016 | 第九屆立法委員選舉     | 金門縣選舉區 | 中國國民黨 | 16,350 | 45.08% |          |      |
| 2018 | 第十八屆金門縣縣長選舉 | 金門縣       | 中國國民黨 | 23,520 | 47.78% |          |      |
| 2022 | 第十九屆金門縣縣長選舉 | 金門縣       | 中國國民黨 | 19,340 | 41.05% |          |      |

## 家庭
妻子張婭玲來自中華人民共和國重庆市，現任中國國民黨中央新住民工作委員會委員。
父親楊肅元曾二度當選為國民大會代表，也曾被聘為中華民國總統府國策顧問，並經營金廈海運公司；該公司當時有客輪「金龍輪」、「新金龍」、「泉州」號等，航行於金門與廈門間，金門與泉州間等小三通航線。

## 事件
2021年6月初金門等地推行入境篩檢
2021年6月1日，金門縣政府發出公告，表示將對全部由中華民國轄境以外地區進入當地之旅客實施新冠病毒快篩。時任國家衛生指揮中心中央流行疫情指揮中心指揮官陳時中隨即表示，該政策違反中華民國《傳染病防治法》第37條第3項相關法律規定，金門縣政府其後仍堅持執行有關政策。

## 外部連結
- 躍動金門-楊鎮浯的Facebook專頁
- YouTube上的躍動金門-楊鎮浯頻道
- 立法院全球資訊網－立法委員－楊鎮浯委員簡介

| 中華民國政府職務 | 中華民國政府職務                                 | 中華民國政府職務 |
| ---------------- | ------------------------------------------------ | ---------------- |
| 金門縣政府       |                                                  |                  |
| 前任： 陳福海    | 金門縣縣長 第七屆 2018年12月25日－2022年12月25日 | 繼任： 陳福海    |